# جوني هوران
جوني هوران (بالإنجليزية: Johnny Horan)‏ مواليد 24 نوفمبر 1932، كان لاعب كرة سلة أمريكي. بدأ مسيرته الاحترافية في سنة 1955. تم اختياره من قبل فريق ديترويت بيستونز خلال الدرافت. حمل الرقم 15. بلغ طوله 6 قدم 8 بوصة (2.0 م). اعتزل اللعب في 1956. لعب مع ديترويت بيستونز ولوس أنجلوس ليكرز.

## روابط خارجية
- جوني هوران على موقع إن بي أي (الإنجليزية)
- جوني هوران على موقع سبورتس رفرنس (الإنجليزية)
- جوني هوران على موقع كلية كرة السلة في سبورتس رفرنس.كوم (الإنجليزية)
- جوني هوران على موقع ريلجم (الإنجليزية)
- جوني هوران على موقع بروبوليرز (الإنجليزية)